# Dațkî, Korsun-Șevcenkivskîi
Dațkî (în ucraineană Дацьки) este localitatea de reședință a comunei Dațkî din raionul Korsun-Șevcenkivskîi, regiunea Cerkasî, Ucraina.

## Demografie
Componența lingvistică a localității Dațkî
     Ucraineană (97,72%)
     Rusă (2,28%)
Conform recensământului din 2001, majoritatea populației localității Dațkî era vorbitoare de ucraineană (97,72%), existând în minoritate și vorbitori de rusă (2,28%).